# مصاطب أرز باناوي

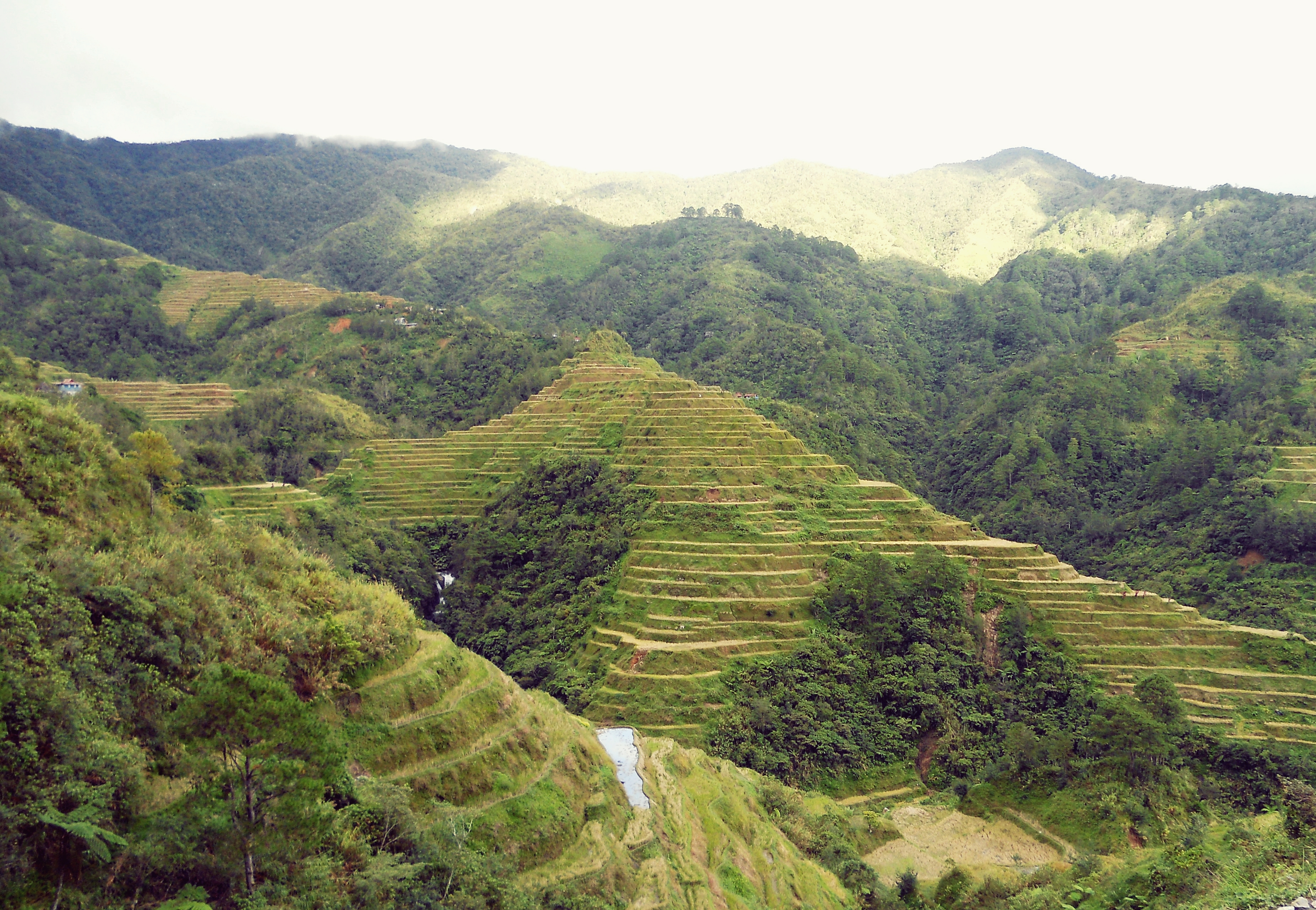
مصاطب باناوي للأرز على جبال "إيفوجاو" بالفليبين.

مصاطب أرز باناوي (بالإنجليزية: Banaue Rice Terraces)‏ هي مصاطب لزراعة الارز عمرها 2000 سنة وتوجد على جبال «إيفوجاو» بالفليبين شيدها واستغلها قدماء شعب الفليبين المسمون «إيجوروت». ويسمى الفليبيون تلك المصاطب الزراعية القديمة «عجيبة الدنيا الثامنة».
ويعتقد المؤرخون أن تلك المصاطب قد بناها قدماء الفليبيين بأدوات يدوية بسيطة وربما بأيديهم. تقع تلك المصاطب على ارتفاع نحو 1500 متر فوق سطح البحر. ويرويها نظام للري يستقبل مياه الأمطار الساقطة فوق المصاطب. ويقال إنه إذا وصلت المصاطب تلو بعضها البعض لكان طولها نحو نصف محيط الكرة الأرضية البالغ طوله نحو 40.000 كيلومتر.

## السياحة
يعيش سكان منطقة باناوي أيضا على السياحة، حيث يأتي إليهم سياح من جميع بقاع العالم لمشاهدة مصاطبهم الزراعية الأثرية.  وقد تطورت السياحة لديهم ونشأت عدة نشاطات تخدم السائحين منها مرشدون سياحيون لاستعراض المصاطب وزيارة الفلاحين وعائلاتهم، وهم يسكنون أسفل المصاطب.

## صور لمصاطب أرز باناوي
- منظر من عام(2005)
- منظر مدينة باناوي من مصاطب الأرز.
- منظر مقرب
- منظر من عام 2008
- منظر عن قرب
- مصاطب باناوي
- مصاطب أرز باناوي

## اقرأ أيضا
- مصاطب أرز كورديليراس
- مصطبة (زراعة)